# Arquivolta

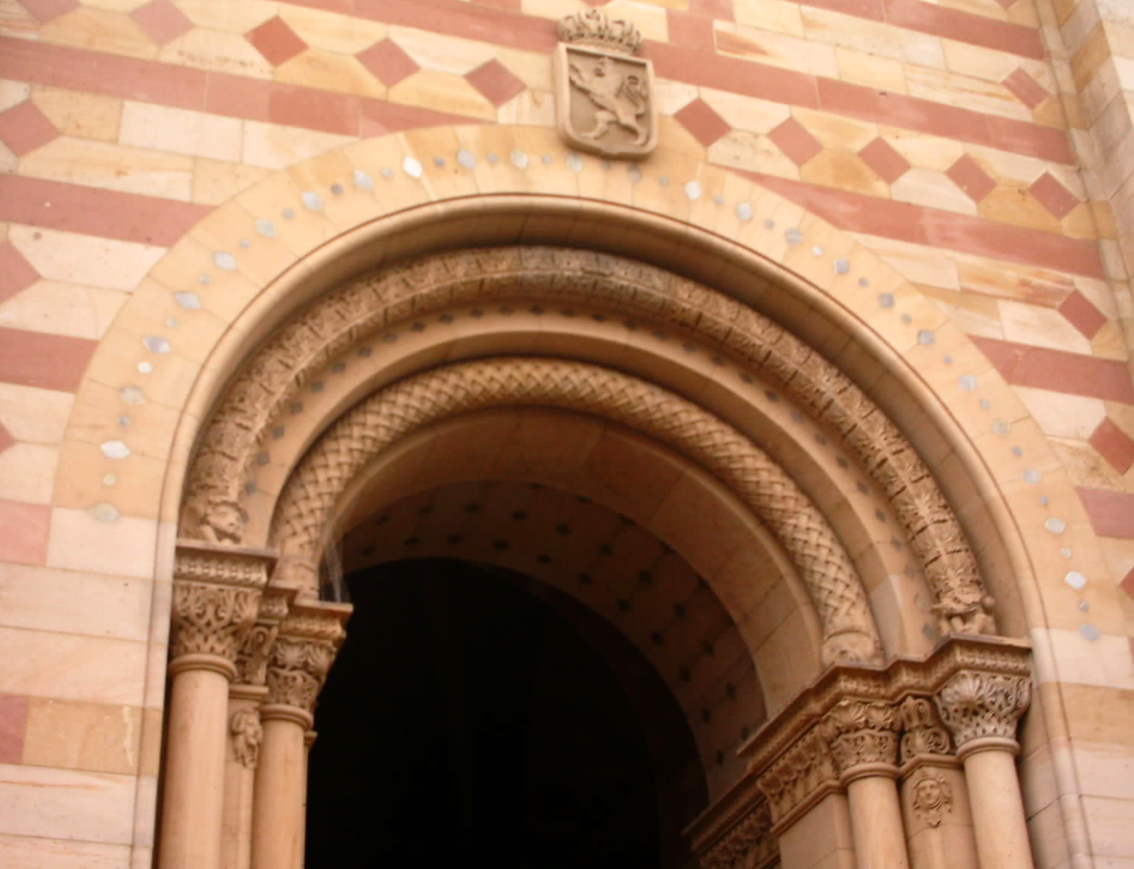
Arquivoltas em entrada à Catedral de Espira na Alemanha

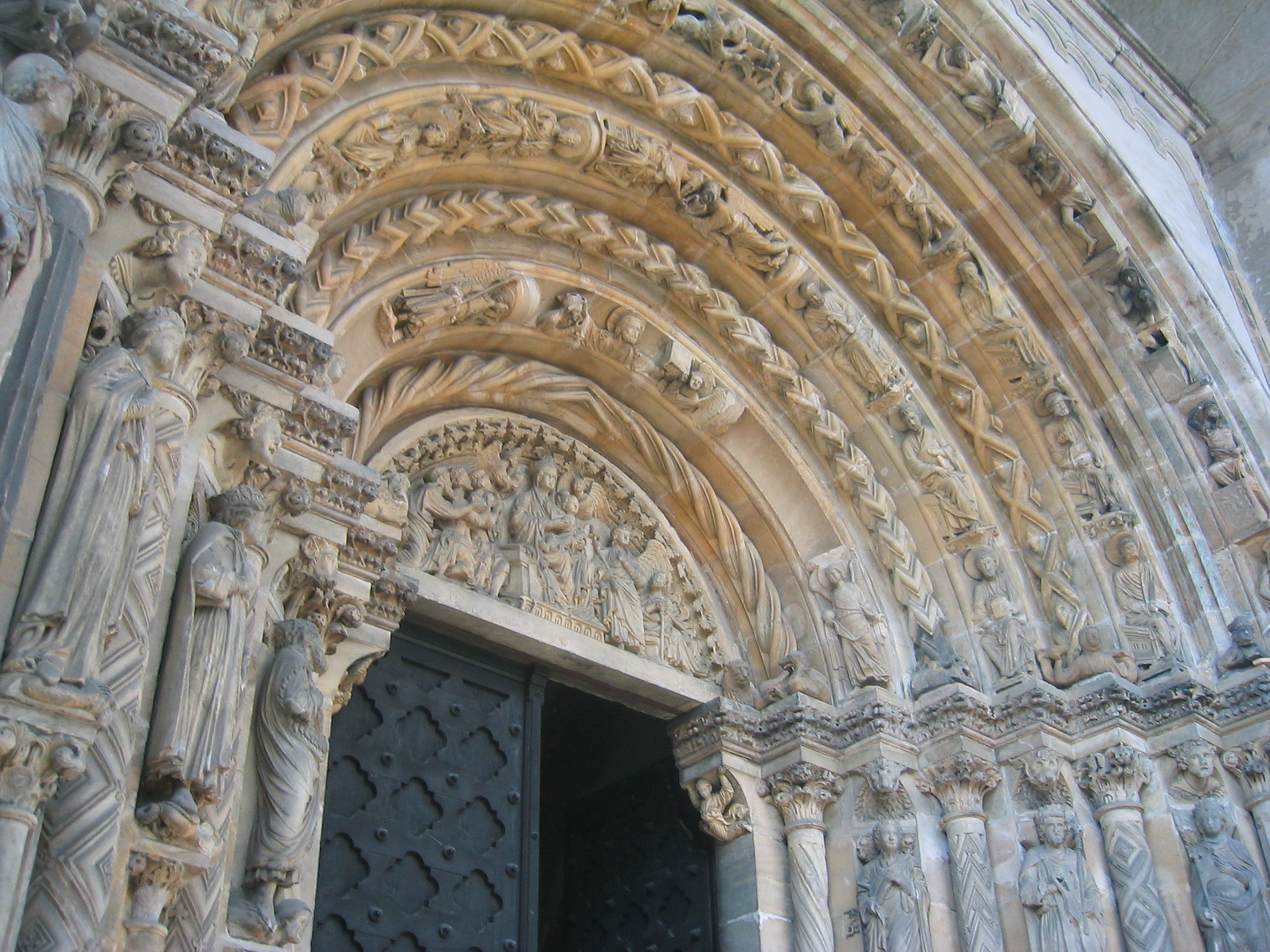
Arquivoltas do Portal Dourado da Catedral de Freiberga na Alemanha

Arquivolta, termo de origem latina - arco + volta, é um elemento arquitectónico decorativo utilizado em conjunto (várias arquivoltas) para emoldurar uma abertura em arco, na sua parte inferior, referindo-se geralmente à sua aplicação em portais de entrada de igrejas ou catedrais em estilo românico ou gótico. Designa um conjunto de arcos escalonados que rematam superiormente um portal. É composta por faixas de molduras ornamentais (ou outros elementos arquitetónicos) que circundam uma abertura em arco, correspondendo à arquitrave no caso de uma abertura retangular. A palavra às vezes é usada para se referir à parte inferior ou curva interna do próprio arco (mais propriamente, o intradorso). Normalmente, as arquivoltas são encontradas como uma característica dos arcos dos portais da igreja. As molduras e esculturas nessas arquivoltas são usadas para transmitir uma história teológica ou retratar figuras religiosas e ideologias da igreja, a fim de representar a porta de entrada entre o espaço sagrado da igreja e o mundo externo. A presença de arquivoltas em igrejas é vista ao longo da história, embora seu design, tanto arquitetônico quanto artisticamente, seja fortemente influenciado pelo período em que foram construídas e pelas igrejas para as quais foram projetadas.

## Caracteristicas
As arquivoltas são geralmente encontradas como parte dos portais de uma igreja, na parte inferior dos arcos acima do tímpano, interpostos ao lintel e terminando nas colunas do batente, cada arco geralmente tem várias arquivoltas em camadas. Embora essa estrutura básica e o posicionamento das arquivoltas geralmente estejam presentes, as características artísticas específicas das arquivoltas mudam frequentemente como resultado de quando e onde foram projetadas e de que tipo de igreja as caracteriza. O formato do arco é um exemplo disso, em portais góticos é comum o uso dum arco pontiagudo, enquanto que em portais românicos normalmente se encontraram arcos de volta perfeita. Essas características arredondadas e pontiagudas também são vistas dentro da igreja, onde as igrejas góticas têm abóbadas pontiagudas e as igrejas românicas têm arredondadas.

## Caracterização
Esta série de bandas volumétricas percorre concentricamente a zona interior do arco, localizando-se no vão, imediatamente acima da abertura. As faixas recolhem-se progressivamente ao interior em sulcos ou degraus apoiando-se numa sequência de suportes planos ou estreitas colunas embutidas nas laterais do vão de entrada. No caso de se tratar de uma abertura rectangular fala-se de arquitrave, elemento horizontal que encima a abertura.
- Românico

Durante o românico as arquivoltas são guiadas por um arco romano (ou arco de volta perfeita) e surgem geralmente como bandas ornamentadas de perfil circular (ver imagem da Catedral de Espira).
- Gótico

Já no gótico as arquivoltas percorrem um arco quebrado (ou de ogiva) e são decoradas por uma profusão de esculturas figurativas que se relacionam intimamente com os relatos em relevo do tímpano (ver imagem da Catedral de Freiberga com organização formal de transição ao gótico).